# Ludwik Mortęski (wojewoda pomorski)

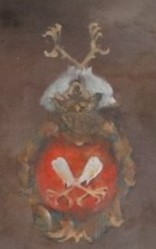
Herb Orle Nogi

Ludwik Mortęski herbu Orle Nogi (ur. 1554, zm. 1615) – wojewoda pomorski w latach 1594–1611, wojewoda chełmiński w latach 1611-1615, wicewojewoda pomorski w latach 1591–1593, starosta grudziądzki, pokrzywiński, skarszewski, ekonom malborski, starosta tczewski.
Syn Melchiora, podkomorzego chełmińskiego (zm. 1587) i Elżbiety Kostczanki, h. Dąbrowa. Brat Magdaleny Mortęskiej, ksieni benedyktynek w Chełmnie. Wnuk Ludwika (zm. 1539), kasztelana gdańskiego i elbląskiego, prawnuk Ludwika (zm. 1480), wojewody chełmińskiego. Żonaty z Anną, córką Samuela Zborowskiego, miał córki Zofię Magdalenę i Annę.
Pochowany w Okoninie. W roku 1621 zwłoki zostały przewiezione do Lubawy.